# Alice Wetterlund
Alice Wetterlund, född 16 maj 1981 i Minneapolis, Minnesota, är en amerikansk skådespelare.
Wetterlund har bland annat medverkat i TV-serierna Resident Alien och People on Earth.

## Filmografi (i urval)
- 2016–2017 – People on Earth (TV-serie)
- 2021–2024 – Resident Alien (TV-serie)